# Д̆
Д̆ д̆（帶短音符的De；斜體：Д̆ д̆）是一個西里爾字母，由西里爾字母Д д加上短音符組成。
這個字母被使用於阿留申語（白令方言）。